# Gedilgen (Kreis Heiligenbeil)
Gedilgen ist eine Wüstung im Kreis Heiligenbeil in Ostpreußen. Die frühere Ortsstelle befindet sich heute im Stadtkreis Mamonowo (Heiligenbeil) in der russischen Oblast Kaliningrad (Gebiet Königsberg (Preußen)).

## Geographische Lage
Die Ortsstelle Gedilgens liegt im Südwesten der Oblast Kaliningrad, vier Kilometer östlich der früheren Kreisstadt und heutigen Rajonshauptstadt Mamonowo (deutsch Heiligenbeil).

## Geschichte
Im Jahre 1260 wurde der seinerzeit Perdegarbe genannte Gutsort erstmals urkundlich erwähnt. Nach 1260 hieß der Ort Geydaw, nach 1289 Gedilgen, nach 1422 Yoduthen und nach 1785 Gedilgen.
Als eigenständiger Gutsbezirk wurde Gedilgen 1874 in den neu errichteten Amtsbezirk Keimkallen (russisch Krasnodonskoje) im ostpreußischen Kreis Heiligenbeil aufgenommen. Am 1. Dezember 1910 zählte das Gutsdorf Gedilgen 24 Einwohner.
Am 30. September 1928 verlor Gedilgen seine Eigenständigkeit und wurde mit Teilen des Gutsbezirks Gabditten und des Gutsbezirks Newecken (russisch Timirjasewo) in die Landgemeinde Schirten (russisch Potjomkino) eingegliedert.
Dass das gesamte nördliche Ostpreußen 1945 in Kriegsfolge an die Sowjetunion fiel, betraf auch Gedilgen. Allerdings verlor sich bald seine Spur, denn weder eine russische Namensgebung noch eine Zuordnung zu einem Dorfsowjet ist bekannt. So gilt der Ort heute offiziell als untergegangen.

## Religion
Bis 1945 war Gedilgen evangelischerseitsin das Kirchspiel der Kirche Heiligenbeil (russisch Mamonowo) in der Kirchenprovinz Ostpreußen der Kirche der Altpreußischen Union eingepfarrt. Auch seitens der römisch-katholischen Kirche gehörte Gedilgen zur Stadt Heiligenbeil – im damaligen Bistum Ermland.

## Verkehr
Die Ortsstelle Gedilgens liegt nördlich der Kommunalstraße 27K-121, die von Mamonowo (Heiligenbeil) über Lipowka (Grünwalde/Gallingen/Rosocken) nach Jasnoje (Lönhöfen) führt und weiter bis zur Fernstraße 27A-002 (frühere russische R 516, einstige deutsche Reichsautobahn Berlin–Königsberg „Berlinka“, heutige Europastraße 28) verläuft. Zwischen Mamonowo und Lipowka zweigt ein Landweg in Richtung Gedilgen ab.
Bis 1945 war Heiligenbeil die nächste Bahnstation. Sie lag an er Bahnstrecke Berlin–Königsberg, die heute nur noch im Abschnitt Mamonowo–Kaliningrad befahren wird.